# Ellen ten Damme
Ellen ten Damme, née le 7 octobre 1967 à Warnsveld, est une actrice et chanteuse néerlandaise.

## Filmographie

### Cinéma
- 1991 : De tranen van Maria Machita
- 1992 : Fear and Desire
- 1993 : One Way Ticket to Oblivion
- 1993 : The Best Thing in Life
- 1993 : De kleine blonde dood
- 1994 : Wildgroei
- 1994 : Dada
- 1996 : Hoerenpreek
- 1997 : Die Musterknaben
- 1997 : All Stars
- 1998 : Full Feedback
- 1998 : Kai Rabe gegen die Vatikankiller
- 1999 : S. geht rund
- 1999 : 'Ne günstige Gelegenheit
- 1999 : An Amsterdam Tale
- 1999 : Bang Boom Bang
- 1999 : No Trains No Planes
- 2000 : The Summer of My Deflowering
- 2000 : The Gas Station
- 2000 : Der Himmel kann warten
- 2000 : Conamara
- 2001 : Schizo
- 2001 : Vergeef me
- 2002 : Les poissons sauteurs
- 2002 : Croisière au clair de lune
- 2003 : Europe - 99euro-films 2
- 2003 : Egofixe
- 2003 : Seventeen
- 2003 : Interview
- 2004 : Mein Bruder ist ein Hund
- 2004 : Ellektra
- 2004 : Ferienfieber
- 2005 : Castingx
- 2005 : Suspect
- 2007 : Moordwijven
- 2008 : Blackwater Fever
- 2009 : Mijn vader is een detective

### Télévision
- 1992 : Liefde in Rhythme
- 1993 : We zijn weer thuis
- 1993-1995 : Pleidooi
- 1995 : Wilder Westerwald
- 1995-1997 : Jiskefet
- 1996 : De eenzame oorlog van Koos Tak
- 1997 : Baantje
- 1998 : Mariage à trois
- 1998 : Supersingle
- 1998 : Combat
- 1998 : Windkracht 10
- 1998 : Cinq sur 5!
- 1999 : Herzlos
- 2000 : Mordkommission
- 2000 : Au-delà des apparences
- 2001 : Ein Teenager flippt aus
- 2001 : Alerte Cobra
- 2002 : Atlantic Affairs
- 2002 : Tatort
- 2002 : Un amour dangereux
- 2002 : Costa!
- 2004 : Wolff, police criminelle
- 2005-2008 : Fünf Sterne (it)
- 2005 : Die Rosenheim-Cops
- 2006 : Inspecteurs associés
- 2007 : Das Leuchten der Sterne
- 2009 : De hoofdprijs
- 2010 : De TV kantine

## Discographie

### Albums
- 1995 : Kill your darlings
- 2001 : I am here
- 2007 : Impossible girl
- 2009 : Durf jij?

### Singles
- 2001 : Miss you
- 2001 : It ain't easy
- 2002 : Vegas
- 2010 : Wat is dromen